# 타임스 타워
타임스 타워(Times Tower) 또는 뉴 센트럴 뱅크 타워(New Central Bank Tower)는 케냐 나이로비에 있는 오피스 타워이다. 높이는 140 m이며 브리탐 타워, GTC 오피스 타워, UAP 타워 (각각 200 m, 184 m, 163 m)에 이어 케냐에서 네 번째로 높은 건물이다. 38층 규모이며, 7층 규모의 은행 복합 건물과 11개 층으로 나뉜 주차장으로 구성되어 있으며 10대의 엘리베이터가 운행된다. 이 건물은 지진에 저항하도록 설계되었으며, 0.9~3.0 m 두께의 콘크리트 기반 위에 세워져 있다. 이 건물에는 케냐 국세청(KRA)의 본부가 입주해 있다.

## 개요
건물의 유일한 입주자는 케냐 국세청으로, 세금 납부 및 행정 처리에 사용되며 납세자 교육 장소로 활용된다.
이 건물은 특히 매월 20일 세금 납부 기한이 다가올 때 긴 줄이 늘어서는 경우가 많다.
건물 보안은 매우 엄격하여, 모든 방문객은 금속 탐지기를 사용하는 경비원의 검사를 거쳐야 한다. 무장 경찰이 항상 철저하게 경비한다. 방문객의 원활한 처리를 위해 입구와 출구가 분리되어 있다.
지상층 이상으로 건물에 들어가려면 현지인은 케냐 신분증을, 외국인은 여권을 소지해야 한다. 해당 서류 없이는 입장이 허용되지 않으며, 방문하는 직원이 방문객 대신 자신의 신분증을 맡겨야만 가능하다.
일부 층, 예를 들어 7층은 직원이 아닌 사람에게 출입이 금지되어 있다.

## 갤러리

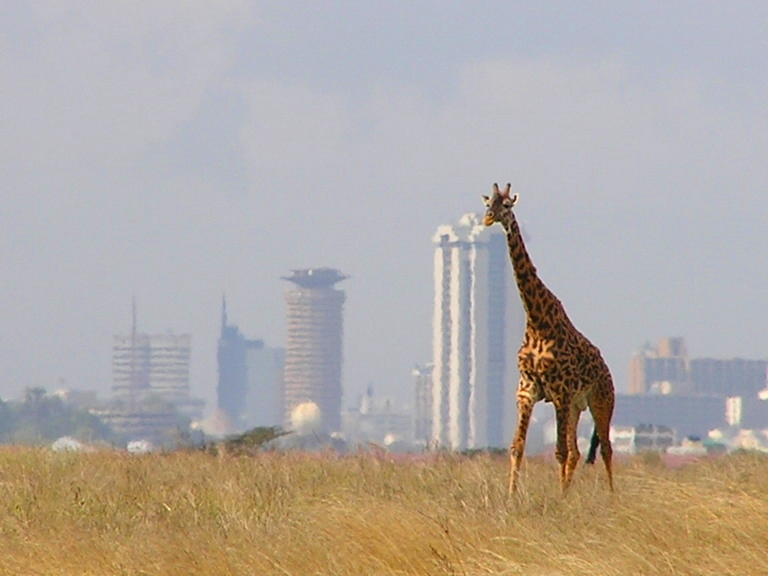

## 같이 보기
- 케냐의 마천루 목록
- 아프리카의 마천루 목록